# خواجه جیران
خواجه جیران یک منطقهٔ مسکونی در افغانستان است که در ولایت بغلان واقع شده‌است.